# Kolin (Unternehmen)
Kolin (chinesisch 歌林公司, Pinyin Gēlín gōngzi, notiert an der Börse Taiwan unter Nr. 1606) ist ein großes Unternehmen der Elektro- und Konsumgüterindustrie in der Republik China (Taiwan). Nach der Gründung im Jahr 1963 wurden Schwarz-Weiß-Fernsehgeräte produziert, in den 1970er Jahren begann die Fertigung von Kühlschränken, Waschmaschinen und Klimaanlagen. Der Plattenverlag Kolin Records gab Schallplatten mit taiwanischer Musik heraus. 1981 wurde mit Mitsubishi Electric das Gemeinschaftsunternehmen Ling-Lin Electric gegründet; Produkte waren unter anderem Autotelefone. Die in Taiwan äußerst beliebten Karaoke-Systeme verschafften Kolin weitere Bekanntheit. In den 1990er Jahren kamen Beteiligungen im Bausektor und in der Halbleiterindustrie hinzu. 1997 investierte Kolin in den taiwanischen LCD-Panelhersteller Hannstar und sicherte sich so den Zugang zum zukunftsträchtigen Flachbildschirm-Markt.
Produkte sind heute Haushaltsgeräte wie Küchenmaschinen, Klimaanlagen und Flachbildfernseher, die meist in der Volksrepublik China und oft in Auftragsfertigung (OEM oder ODM) hergestellt werden, aber auch CDs, Leiterplatten und Halbleiterbauelemente. Die Marke Olevia, unter der Syntax-Brillian Kolins LCD-Fernseher vertreibt, ist in Nordamerika bereits gut eingeführt. In jüngster Zeit tritt Kolin auch unter eigener Marke als Hersteller von LCD-Fernsehern auf (Produktionsvolumen 2005: 300.000 Stück) und will weltweit bekannter werden. Der Umsatz betrug im Jahr 2005 11.268 Mio. TWD, ca. 289,6 Mio. EUR.
Kolin ist Mitglied in der taiwanischen Kleingeräte-Allianz des angesehenen Forschungsinstituts für Industrietechnologie (ITRI), um dessen Erkenntnisse über die Weiterentwicklung von Hausgeräten schnell in marktreife Produkte überführen zu können.